# La Lumière et l'amour
La Lumière et l'amour è un film muto del 1912 diretto da Léonce Perret e prodotto dalla Société des Etablissements L. Gaumont, interpretato da Suzanne Grandais, dallo stesso Perrot e da René Cresté.

## Produzione
Il film fu prodotto dalla Société des Etablissements L. Gaumont.

## Distribuzione
Uscì nelle sale francesi il 1º maggio 1912.